# Caroline Ebner
Caroline Ebner (Gräfelfing, 24 maggio 1970) è un'attrice e doppiatrice tedesca.

## Biografia
Fin da giovane, Caroline Ebner entrò in contatto con il mondo del teatro presso i Münchner Kammerspiele.
Sua madre, Käthe Ebner, era docente di dizione alla Otto-Falckenberg-Schule.
Dal 1990 al 1993 frequentò la scuola di recitazione presso la Folkwang-Hochschule di Essen.
Già nel 1992 apparve come ospite al Teatro di Brema nel ruolo di Anna in Nachtasyl di Maksim Gor’kij.
Il suo primo ingaggio portò Caroline Ebner, nel 1993, al Düsseldorfer Schauspielhaus, dove, diretta da Karin Beier, ottenne i primi successi in Romeo e Giulietta di William Shakespeare.
Per la sua interpretazione di Giulietta, nel 1994 ricevette il Premio Alfred Kerr e fu eletta Giovane attrice dell’anno dalla rivista Theater heute.
Durante il suo periodo al Düsseldorfer Schauspielhaus ottenne inoltre il Premio di incoraggiamento della città di Düsseldorf e quello del Land della Renania Settentrionale-Vestfalia nella categoria recitazione.

## Filmografia

### Televisione
- Kommt Mausi raus?! - regia di Alexander Scherer e Angelina Maccarone - film TV (1995)
- Gegen Ende der Nacht - regia di Oliver Storz - film TV (1998)
- Stahlnetz - serie TV (1999)
- München 7 - serie TV (2004)
- Die Hebamme – Auf Leben und Tod - regia di Dagmar Hirtz - film TV (2010)
- Herzversagen - regia di Dagmar Hirtz - film TV (2012)
- Tatort - serie TV (2014)
- Frühling - serie TV (2014-2025)
- Wir sind doch Schwestern - regia di Till Endemann - film TV (2018)
- Der Lissabon-Krimi - serie TV (2020)

## Doppiaggio

### Film
- Ruth Wilson in Locke
- Agnieszka Grochowska in Child 44 - Il bambino n. 44
- Samantha Morton in Animali fantastici e dove trovarli

### Animazione
- Lisa Hesselman in Anomalisa
- Queen Serenity in Pretty Guardian Sailor Moon Crystal, Pretty Guardian Sailor Moon Cosmos - Il film
- Charlotte Amande in One Piece